# Serafin (Perović)
Serafin, imię świeckie Sava Perović (ur. 22 czerwca 1827 w Goricy k. Trebinja, zm. 17 lutego 1903 w Mostarze) – serbski biskup prawosławny.

## Życiorys
W dzieciństwie został oddany pod opiekę swojego stryja, ihumena Parteniusza, przełożonego monasteru Duži. W 1848 złożył w tymże klasztorze wieczyste śluby mnisze, przyjmując imię Serafin. 8 listopada 1848 przyjął święcenia diakońskie z rąk metropolity hercegowińskiego Józefa, 6 grudnia tego samego roku ten sam hierarcha wyświęcił go na kapłana. W monasterze Duži przebywał do 1853, gdy wyjechał do Belgradu na naukę w seminarium duchownym. Po jego ukończeniu wrócił w 1857 do dotychczasowej wspólnoty i przez rok pracował jako nauczyciel w szkole serbskiego w Mostarze. W 1858 otrzymał godność ihumena i został przełożonym monasteru Žitomislić. W 1864 został podniesiony do godności archimandryty.
W tym samym roku wyjechał do Rosji, by uzyskać pomoc finansową dla swojego monasteru. W Rosji spędził dwa lata; nauczył się w tym okresie języka rosyjskiego, spotkał się z carem Aleksandrem II, który wręczył mu złoty krzyż kapłański. W 1866 wrócił do klasztoru i przebywał w nim do 1870.
Działał na rzecz organizacji zbrojnego powstania bośniackich Serbów przeciwko panowaniu tureckiemu. W latach 1865–1866, utrzymując kontakty z serbskim premierem Iliją Garašaninem, przygotowywał wystąpienie antytureckie. Ostatecznie nie doszło do niego, gdyż w 1868 r. Serbia zarzuciła wspieranie zbrojnych organizacji antytureckich w Bośni.
W 1870 r. został uwięziony przez Turków razem z hieromnichem Leoncjuszem, proboszczem parafii w Mostarze i swoim bratem Jowem. Więziony do 1876, wyjechał do Dubrownika, a następnie do Cetyni. W 1878 ponownie objął obowiązki przełożonego monasteru Žitomislić i pełnił je przez dziesięć lat.
Po śmierci metropolity Leoncjusza w 1888 początkowo był administratorem metropolii hercegowińskiej, zaś 14 lutego 1889 został nominowany na jej nowego ordynariusza. Jego chirotonia biskupia odbyła się 16 kwietnia tego samego roku z udziałem metropolity Dabaru i Bośni Jerzego, biskupa Boki Kotorskiej Gerazyma oraz biskupa zwornicko-tuzlańskiego Dionizego. Zmarł w 1903 i został pochowany w monasterze Žitomislić.